# Lumberton (Mississippi)
Lumberton é uma cidade localizada no estado americano de Mississippi, no Condado de Lamar e Condado de Pearl River.

## Demografia
Segundo o censo americano de 2000, a sua população era de 2228 habitantes.
Em 2006, foi estimada uma população de 2566, um aumento de 338 (15.2%).

## Geografia
De acordo com o United States Census Bureau tem uma área de
18,9 km², dos quais 18,8 km² cobertos por terra e 0,1 km² cobertos por água. Lumberton localiza-se a aproximadamente 98 m acima do nível do mar.

## Localidades na vizinhança
O diagrama seguinte representa as localidades num raio de 36 km ao redor de Lumberton.